# Cross-layer
L'ottimizzazione cross-layer rappresenta la fuga dal puro concetto a cascata del modello delle comunicazioni OSI, nel quale i confini tra i livelli sono virtualmente rigidi. L'approccio cross-layer trasporta feedback dinamicamente attraverso i confini dei livelli permettendo la compensazione di sovraccarichi, latenze, sotto/sovradimensionamento delle risorse o altre violazioni dei requisiti, fornendo informazioni ad un altro livello diverso da quello in cui si è riscontrato il problema.
Specialmente nell'instradamento di informazioni che in modo concorrente richiedono parte della capacità limitata dei canali, si può sentire la necessità del concetto di intervento per effettuare un bilanciamento tra, ad esempio, le necessità della trasmissione di un discorso intelligibile e di comandi di controllo sufficientemente dinamici. Ogni allocazione fissa di risorse risulterà un sotto/sovradimensionata in alcune speciali condizioni delle operazioni. Ogni cambiamento altamente dinamico dell'allocazione delle risorse può affliggere l'intelligibilità della voce o la stabilità del video. Comunque, come per altre strategie di ottimizzazione, l'algoritmo richiede tempo.

## Migliorare la qualità del servizio
L'ottimizzazione cross-layer può contribuire nel migliorare la qualità dei servizi in varie condizioni operative. Questa gestione della qualità di servizio adattiva è attualmente soggetto di svariate applicazioni brevettate.
Il meccanismo di controllo cross-layer fornisce un feedback sulla qualità dell'informazione concorrente per l'impostazione adattiva dei parametri di controllo. Lo schema di controllo si applica a:
- i parametri di qualità osservati
- una logica fuzzy per decidere l'appropriata strategia di controllo da applicare
- l'input di controllo statisticamente calcolato sul settaggio dei parametri ed i cambi di modalità

## Progettare per l'efficienza delle risorse
L'aspetto della qualità non è l'unico criterio in base a cui progettare la strategia di ottimizzazione cross-layer. Un controllo adeguato della disponibilità delle risorse limitate è il primo passo obbligatorio per conseguire almeno un minimo livello di qualità. A questo proposito sono stati condotti studi, e continueranno ad essercene anche nel futuro.

## Adattare la schedulazione del livello MAC basandosi su parametri del livello fisico
I sistemi di comunicazione che hanno bisogno di operare su mezzi trasmissivi con un rumore di fondo non stazionario possono trarre beneficio dall'avere una coordinazione stretta tra il livello MAC (che è responsabile della schedulazione delle trasmissioni) ed il livello fisico (PHY) (che gestisce le suddette trasmissioni e la ricezione di dati sul mezzo trasmissivo).
In qualche canale di comunicazione (ad esempio, nelle linee elettriche), il rumore può essere non stazionario e può variare in modo sincrono tra i 50 e i 60 Hz del ciclo della corrente alternata. In scenari simili a questo, la prestazione generale del sistema può essere migliorata se il livello MAC può prendere informazioni riguardanti quando e come il livello del rumore sta cambiando dal livello fisico, così che possa schedulare le trasmissioni durante i periodi di tempo in cui il livello del rumore è più basso.
Un esempio di sistemi di comunicazione che permettono questo tipo di ottimizzazione sono quelli che obbediscono allo standard ITU-T G.hn, che permettono comunicazioni LAN ad alta velocità attraverso gli impianti casalinghi (linee elettriche, telefoniche e cavi coassiali).

## Problemi
Alcuni problemi possono insorgere nella fase di design e di implementazione del cross-layer creando effetti non desiderati.